# Dena Head
Dena Nicole Head (Knoxville, 16 agosto 1970) è un'ex cestista e allenatrice di pallacanestro statunitense, professionista nella WNBA.

## Carriera
È stata selezionata dalle Utah Starzz al WNBA Elite Draft 1997.
Con gli Stati Uniti ha disputato i Campionati americani del 1993 e i Campionati mondiali del 1994.

## Palmarès
- 2 volte campionessa NCAA (1989, 1991)